# Girl 2 Lady
『Girl 2 Lady』（ガール・トゥ・レディー）は、安良城紅の2枚目アルバムである。

## 概要
- 前作のアルバムからは約1年1か月ぶりとなった。
- DVD付き通常盤（3,300円）とCDのみの通常盤（2,800円）の2種類がある。
- DVDには3曲のミュージッククリップ、特典映像を収録。
- DVD付き盤は1曲のボーナス・トラックが付いたが、CDのみの通常盤は3曲のボーナス・トラックである。

## 収録内容

### CD
1. THE POWER
  - 作詞：CMJK／作曲：CMJK／編曲：CMJK
  - 5thシングル「光の数だけグラマラス」のカップリング。NFL TOKYO 2005 イメージソング。
2. wake up
  - 作詞：JUSME・Beni／作曲：CMJK／編曲：CMJK
3. Heart 2 heart
  - 作詞：JUSME／作曲：朝本浩文／編曲：朝本浩文
4. Cherish
  - 作詞：Makoto ATOZI／作曲：江上浩太郎／編曲：CMJK
  - 6thシングル。NTV「音楽戦士 MUSIC FIGHTER」POWER PLAY、名鉄空港特急「ミュースカイ」CMソング。
5. FLASH
  - 作詞：Beni・CMJK／作曲：CMJK／編曲：CMJK
  - ボーナストラック「FLASH FLASH feat. KOHEI JAPAN」の英語バージョン。
6. 光の数だけグラマラス
  - 作詞：JUSME／作曲：福富幸宏／編曲：福富幸宏
  - 5thシングル。コーセー「VISEE」CMソング。2連続本人CM出演の第1作目。
7. Into the sky
  - 作詞：Beni／作曲：福富幸宏／編曲：福富幸宏
  - NHK教育「新感覚☆キーワードで英会話」EDテーマ
8. SECRET LOVER
  - 作詞：JUSME／作曲：朝本浩文／編曲：朝本浩文
9. 太陽が月を照らして
  - 作詞：CMJK／作曲：CMJK／編曲：CMJK
10. 恋めぐり
  - 作詞：上田ケンジ／作曲：朝本浩文／編曲：朝本浩文
11. FLASH FLASH feat. KOHEI JAPAN （CD版ボーナス・トラック）
  - 作詞：CMJK／作曲：CMJK／編曲：CMJK
  - 2005年9月21日にiTunes Storeでリリースしたデジタルダウンロードシングル。コーセー「VISEE」CMソング。2連続本人CM出演の第2作目。
12. Come Close to Me（CD版ボーナス・トラック）
  - 作詞：JUSME・Beni／作曲：福富幸宏／編曲：福富幸宏
  - 5thシングル「光の数だけグラマラス」の英語バージョン。
13. Give me up（全版ボーナス・トラック）
  - 作詞：Pierre Michael Nigro・Michael De San Antonio／作曲：Mario Guiseppe Nigro／編曲：上野圭市
  - 2005年アルバム「Beni」のCD版ボーナストラックもある。「TDK」CMソング。

### DVD
1. Miracle（Promotion Video）
2. 光の数だけグラマラス（Promotion Video）
3. Cherish（Special Promotion Video）
4. Beni TV Special（特典映像）